# Konrad Sweynheim

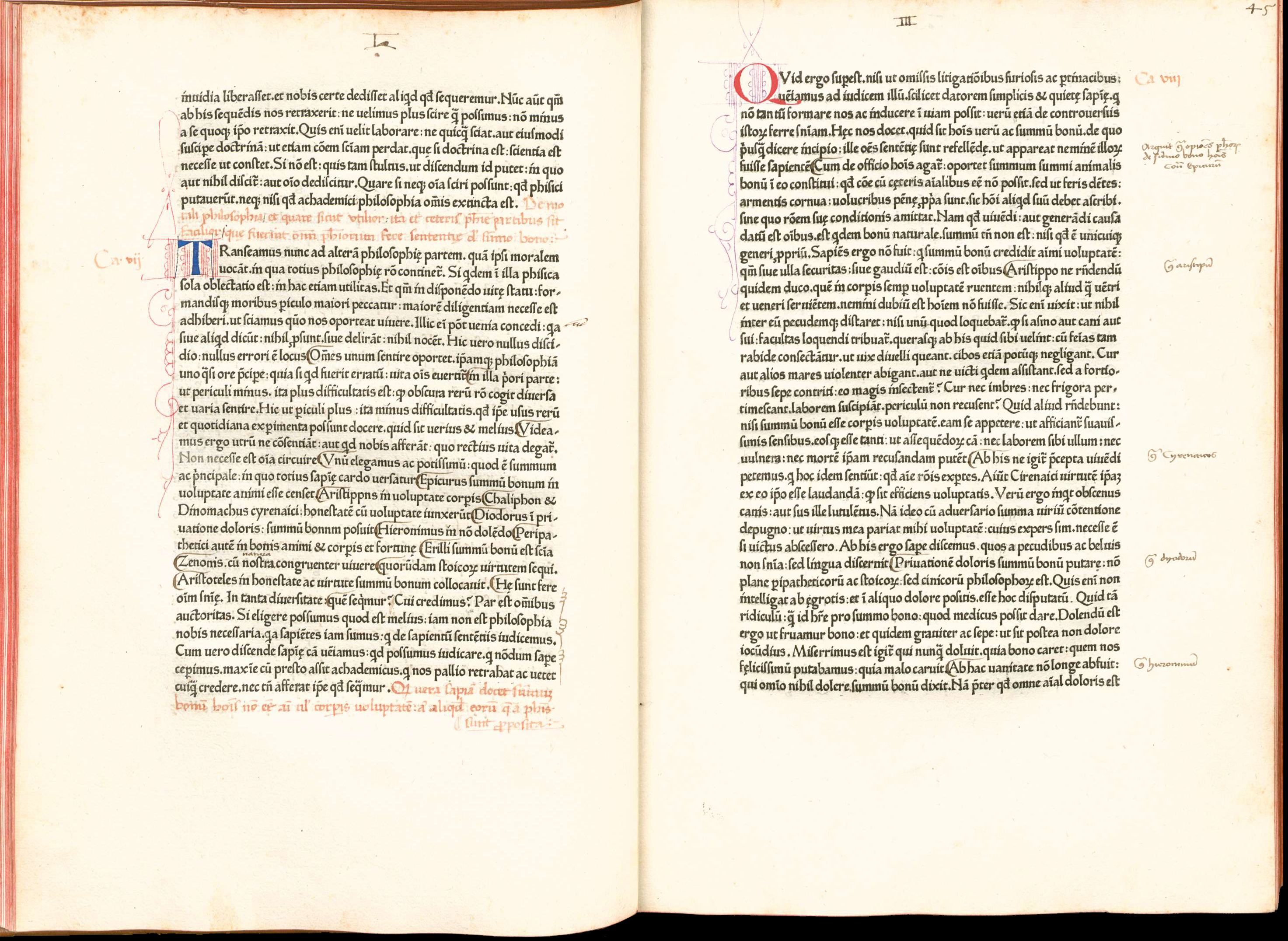
Exemplar de De divinis institutionibus per Lattanzio, publicat a Subiaco l'any 1465

Konrad Sweynheim, Schweinheim o Schweynheym (Magúncia, 25 de gener circa 1430 - Roma, 1 de gener 1477) va ser un monjo i impressor alemany.

## Biografia
Va viure al segle xv. Va ser Clergue del Capítol de la Catedral de Magúncia i té el mèrit, juntament amb Arnold Pannartz, d'haver introduït a Itàlia la impremta de tipus mòbils.
Després de treballar amb Johann Fust i Peter Schöffer, es va traslladar a Itàlia després del setge de Magúncia (1462). Va ser a Subiaco al voltant de l'any 1464, juntament amb Arnold Pannartz de Praga, tal vegada, per invitació del cardenal espanyol Juan de Torquemada i probablement per recomanació de Nicolás de Cusa. A Subiaco va imprimir els primers incunables coneguts d'Itàlia: un «De oratore» de Ciceró, un «De divinis institutionibus adversus gentes» de Lactanci datat a 29 d'octubre de 1465 (el llibre imprès amb indicació de data més antic d'Itàlia) i un «De Civitate Dei» d'Agustí d'Hipona datat a 12 de juny de 1467. Els dos tipògrafs van imprimir també, probablement l'any 1464, un «Donatus pro puerulis» (és a dir, una gramàtica llatina per a nens) de la qual no es conserva cap còpia. El monestir benedictí de Santa Escolàstica albergava en aquest moment a una immensa majoria de monjos de llengua alemanya o flamenca.
L'any 1467, protegits per l'humanista Giovanni Andrea Bussi, Sweynheim i Pannartz es van traslladar a Roma on van obrir, a l'habitatge de Pietro Massimo al carrer Mercatoria, un taller tipogràfic que es va mantenir actiu fins a 1475. Van publicar la «Epistulae ad Familiars» de Ciceró (tal vegada al setembre de 1467) i successivament una sèrie de clàssics italians, així com també el comentari bíblic de Nicolás de Lira (en 1471 -1472). Van demanar després una ajuda econòmica a Sixt IV per poder seguir treballant però, encara que van aconseguir l'ajuda, la societat amb Pannartz es va dissoldre l'any 1473. Sweynheim va començar a treballar en la «Cosmografía» de Claudi Ptolemeu, que després de la seva mort va ser completada per Arnold Buckinck i publicada l'any 1478.